# Knysna heidenreichi
Knysna heidenreichi är en skalbaggsart som beskrevs av Dombrow 2006. Knysna heidenreichi ingår i släktet Knysna och familjen Melolonthidae. Inga underarter finns listade i Catalogue of Life.